# Michael Wuertz
Michael James Wuertz, né le 15 décembre 1978 à Austin (Minnesota) aux États-Unis, est un joueur américain de baseball évoluant au poste de lanceur de relève en Ligue majeure de baseball.

## Carrière
Michael Wuertz est drafté dès la fin de ses études secondaires, le 3 juin 1997, par les Cubs de Chicago. Après sept saisons en Ligues mineures, il débute en Ligue majeure le 4 juillet 2004.
Il est échangé aux Athletics d'Oakland le 2 février 2009.
Il est libéré par les Athletics le 25 octobre 2011. Le 2 mai 2012, il est mis sous contrat par les Reds de Cincinnati mais est libéré le mois suivant. Absent du jeu en 2012, il tente un retour au camp d'entraînement 2013 des Marlins de Miami mais est libéré à mi-chemin.